# ハプログループC (mtDNA)

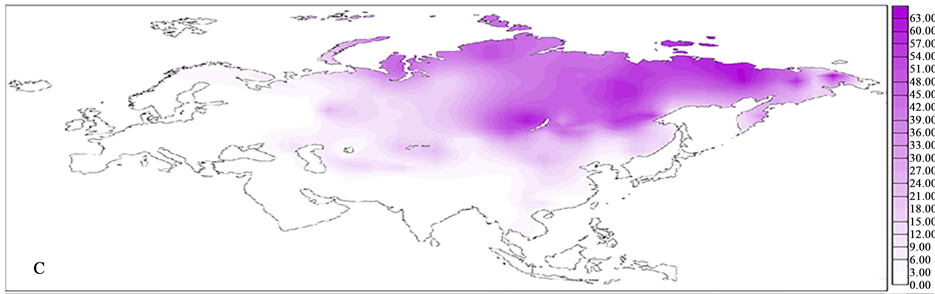
ハプログループCの分布

ハプログループC (mtDNA)は分子人類学におけるミトコンドリアDNAハプログループの一タイプであり、ハプログループCZの子型のうち「489 10400 14783 15043」等で定義されるもの。現存するハプログループCの下位系統の最も近い共通祖先は今より約23912.2 (SD 4780.8)年前に生きた一人の女性と推定されている。 ハプログループCは更に、姉妹群を成すハプログループZとは今より36473.3 (SD 7392.0)年前に最も近い共通祖先を持つと推定されている。

## 分布
南アメリカから中央アメリカにかけてのアメリカ先住民で最大80%の高頻度で観察される他、シベリア（北アジア）においてもエベンキで72% 、ユカギール人で69% など高頻度に観察される。東アジアにおいてもそれほど割合は大きくないものの、観察される。東アジアでは中国で比較的多く（漢族 3.817%）、韓国人の約3.02%にも見られるが、日本では稀（0.7%、0.46%、東京都 0%）なハプログループとなっている。なお、日本で稀に見られるハプログループCは主にC1aに属し、そのほかC5+T16093C（pre-C5c）やC7b等が散発的に観察されているのに対し、中国では主にC7a（漢族 1.721%）、C4a1（漢族 0.697%）、C7(xC7a, C7b) （漢族 0.526%）、C5（漢族 0.360%）、C4a2（漢族 0.212%）が観察される。C1は主にアメリカ大陸で観察される系統だが、C1aというサブクレードはアジアで見られ、C1eはアイスランドで見られる。

## 下位系統
- M8 (4715, 7196A, 8584, 15487T, 16298)
  - CZ (249d)
    - C (489 10400 14783 15043) 日本（近畿地方・中部北陸地方等・計0.7%[8]、0.46%[9]）、中国（漢族 3.817%[6]）
      - C1 (290-291d  16325): アメリカ大陸（先住民）で一般的、中国（漢族 0.046%[6]）、日本（0.30%[9]）
        - C1a ロシア（ウリチ・ナナイ[11]）、モンゴル[11]、中国（ダウール族[11]、漢族 0.037%[6]）、日本（北海道地方・九州地方・中部北陸地方・計0.3%[8]）[12]
          - C1a1 (C1a+T5774C) キルギス[11]、モンゴル[11]、ロシア（ブリヤート[11]）
          - C1a2 (C1a+C9099A) 日本（東京都等[11]）

        - C1b: アメリカ先住民, 特に北アメリカ.[13]
        - C1c: アメリカ先住民.
        - C1d: アメリカ先住民, 特に 南アメリカ.
        - pre-C1e アイスランド[14]、ロシア（オムスク州ロストフカ出土の紀元前2133年～紀元前1919年の人骨1体Rostovka 15ことROT015[14]）
          - C1e アイスランド[14][15]

      - C4 (C+G6026A+G11969A+T15204C; 以前はC2とも) エベンキ58%、イルクーツク先住民50%、ブリヤート40%.[4]、中国（漢族 1.080%[6]）
        - C4a'b'c (C4+T2226TA)
          - C4a (C4+T2226TA+A12672G) 中国（天津市[11]、漢族 0.937%[6]）
            - C4a1 (C4a+T7999C+T16093C+G16129A!) 中国（新疆ウイグル自治区出土の今より約2111年前の人骨KKSX_M18[11]、漢族 0.697%[6]）
              - C4a1a (C4a1+C1715T+T15968C) ロシア（ブリヤート[11]）
                - C4a1a1 (C4a1a+T2226TA+A8508G) ロシア（カルムイク）
                  - C4a1a1a (C4a1a1+C3576T+A4884G+A4958G)
                    - C4a1a1a1 (C4a1a1a+T16117C) インド（レプチャ族[11]）、ネパール[11]
                    - C4a1a1a2 (C4a1a1a+A5843G) インド（ラチュンパ[シッキム州チベット族][11]）
                    - C4a1a1a3 (C4a1a1a+T5493C) インド（ワンチョー族[11]）
                    - C4a1a1a4 (C4a1a1a+T5918C) 中国（チベット自治区出土の今より約1232年前の人骨1体及び今より約2000年前の人骨2体[11]）

                  - C4a1a1b (C4a1a1+C194T) ポーランド[11]、フィンランド（今より約200年前の人骨1体[11]）
                    - C4a1a1b1 (C4a1a1b+T4254C) ポーランド[11]

                - C4a1a+T195C! 日本（中部北陸地方・計0.1%[8]）
                  - C4a1a2 中国（貴州省等[11]）、カンボジア[11]
                    - C4a1a2a 中国（河南省漢族・イリカザフ自治州漢族等[11]）
                    - C4a1a2b (C4a1a2+A11893G) 中国（ウイグル族等[11]）

                  - C4a1a3 ハンガリー（今より約1000年前の人骨1体[11]）、アルバニア[11]、トルコ[11]、イラン（カシュガイ人[11]）、中国（バルガ族・新疆出土の今より約2950年前の人骨1体[11]）、ロシア（ケメロヴォ州ロシア人・コリャーク・エヴェンキ・ブリヤート・エヴェン・トジャ・ユカギール・ヤクート・アルタイ人[11]）
                  - C4a1a4 ロシア（イテリメン[11]）、中国（黒竜江省ダウール族・四川省漢族[11]）
                    - C4a1a4a (C4a1a4+C16150T) 中国（バルガ族・チベット族[11]）、ロシア（ウデへ・エヴェン・ヤクート・アルタイ人[11]）、トルコ[11]
                      - C4a1a4a1 (C4a1a4a+A8271AC) ハンガリー（今より約1300年前のアヴァール人骨[11]）
                        - C4a1a4a1a (C4a1a4a1+T4688C) 中国（ウイグル族[11]）
                          - C4a1a4a1a1 (C4a1a4a1a+T10908C) ロシア（テレウト・ショル[11]）

                      - C4a1a4a2 (C4a1a4a+G12372A) ロシア（エヴェンキ・ヤクート[11]）、キルギス[11]、ウクライナ（ザポリージャ州出土の今より約500年前の人骨1体[11]）
                      - C4a1a4a3 (C4a1a4a+T8639C) 中国（アルトゥシュ市キルギス族[11]）
                      - C4a1a4a4 (C4a1a4a+A14696G) ロシア（エヴェン[11]）
                      - C4a1a4a5 (C4a1a4a+T16249C) ウクライナ（ザポリージャ州出土の今より約500年前の人骨1体[11]）
                        - C4a1a4a5a (C4a1a4a5+A5120G) ロシア（ブリヤート[11]）、中国（バルガ族[11]）

                      - C4a1a4a6 (C4a1a4a+A2363G) 中国（バルガ族[11]）、ロシア（ハムニガン[11]）

                    - C4a1a4b (C4a1a4+G4491A) ロシア（ブリヤート・ハムニガン[11]）、中国（バルガ族[11]）
                    - C4a1a4c (C4a1a4+A1047G) 中国（ウイグル族[11]）
                    - C4a1a4d (C4a1a4+C3747T) ハンガリー（今より約1200年前のアヴァール人骨2体[11]）
                    - C4a1a4e (C4a1a4+A1008G) ロシア（ヤクート等[11]）

                  - C4a1a+T195C!+A14878G
                  - C4a1a+T195C!+C13583T
                  - C4a1a+T195C!+T8715C
                  - C4a1a+T195C!+T6896C
                  - C4a1a+T195C!+C3212T
                  - C4a1a+T195C!+C6563T
                  - C4a1a+T195C!+C12098T
                  - C4a1a+T195C!+G263A
                  - C4a1a+T195C!+T16263C
                  - C4a1a+T195C!+C10484T
                  - C4a1a+T195C!+C5309T
                  - C4a1a+T195C!+G16434A
                  - C4a1a+T195C!+A7001G

                - C4a1a5 (C4a1a+T4080C+G5460A+G6261A) ロシア（テレウト[11]）
                  - C4a1a5a (C4a1a5+A8623G) インド（ラダック[11]）

                - C4a1a6 (C4a1a+T6221C)
                  - C4a1a6a (C4a1a6+C12432T) 中国（バルガ族・ブリヤート族[11]）、ロシア（ハムニガン[11]）
                    - C4a1a6a1 (C4a1a6a+C6221T!) キルギス[11]、ロシア（バシコルトスタン[11]）

                  - C4a1a6b (C4a1a6+T11253C) 中国（バルガ族・ブリヤート族・ウイグル族[11]）、モンゴル、ロシア（ブリヤート・ヤロスラヴリ州[11]）

                - C4a1a7 (C4a1a+C9129T) デンマーク[11]、中国[11]
                - C4a1a8 (C4a1a+T3906C) 中国[11]
                - C4a1a9 (C4a1a+A3714G) アフガニスタン[11]、中国（ウイグル族[11]）
                - C4a1a10 (C4a1a+C895T) 韓国[11]

              - C4a1b (C4a1+C5846T+C16192T) 中国[11]
                - C4a1b1 (C4a1b+T9148C) 中国[11]、タイ王国（パローン族[11]）

              - C4a1c (C4a1+T13674C) 
                - C4a1c1 (C4a1c+G8078A) イラン（アゼルバイジャン人[11]）、ロシア（アディゲ人[11]）、中国（シボ族[11]）
                  - C4a1c1a (C4a1c1+T9722C) ロシア（バシコルトスタン[11]）

              - C4a1d (C4a1+G7074A) ハンガリー（今より約1015年前の人骨1体[11]）
              - C4a1e (C4a1+A13200G) ポーランド[11]
              - C4a1f (C4a1+T12705C) パキスタン（コー人[11]）、中国（タシュクルガンタジク自治県サリコリ族・ワヒ族[11]）
                - C4a1f1 (C4a1f+G7805A) パキスタン（コー人・シナ人[11]）
                - C4a1f2 (G15734A) パキスタン（コー人[11]）
                  - C4a1f2a (C4a1f2+A11179G) パキスタン（パシュトゥーン人[11]）、中国（タシュクルガンタジク自治県キルギス族・サリコリ族[11]）

            - C4a2 中国（漢族 0.212%[6]）
              - C4a2a
                - C4a2a1 (C4a2a+A16171G) ロシア（テレウト・チェルカン・ショル・ヤクート・エヴェンキ・ケット・アルタイ人・ブリヤート[11]）、カザフスタン（カザフ人[11]）、中国[14]（ブリヤート族[11]、漢族 0.055%[6]）、韓国[14]、日本（中部北陸地方・計0.1%[8]）
                  - C4a2a1a (C4a2a1+A8869G)
                  - C4a2a1b (C4a2a1+A8014G+A9263G)
                  - C4a2a1c (C4a2a1+G47A)
                  - C4a2a1d (C4a2a1+T11147C)
                  - C4a2a1e (C4a2a1+A6663G)
                  - C4a2a1f (C4a2a1+A14053G)
                  - C4a2a1g (C4a2a1+A8221G)
                  - C4a2a1h (C4a2a1+A503G) ロシア（ポドカメンナヤツングースカ流域エヴェンキ[11]）

                - C4a2a2 (C4a2a+T7080C) ロシア（ヤクート・チュミカン村エヴェンキ[11]）

              - C4a2b 中国[14]（漢族 0.023%[6]）
              - C4a2c アルメニア[14]、中国[14]（漢族 0.032%[6]）

          - C4b (C4+T2226TA+A3816G) 中国（漢族 0.069%[6]）
            - C4b1
            - C4b2
            - C4b3
            - C4b4
            - C4b5
            - C4b6
            - C4b7
            - C4b8
            - C4b9
            - C4b10
            - C4b11
            - C4b12
            - C4b13

          - C4c (C4+T2226TA+C14433T+G15148A) アメリカ大陸先住民: コロンビアのen:Arhuaco people [5] 、カナダes:Shuswap.[16]
            - C4c1
            - C4c2

        - C4d'e (C4+T152C!) ロシア（バシコルトスタン[11]）
          - C4d'e+T4742C 中国（新疆ウイグル自治区出土の今より約3065年前の人骨1体と今より約2043年前の人骨1体[11]）、ロシア（アルタイ共和国出土の古人骨RISE602[11]）
            - C4d'e+T4742C+C9102A イラン（ファールス州[11]）、中国（新疆青河県査干郭勒遺跡出土の今より約4243年前の人骨1体[11]）
              - C4d'e+T4742C+C9102A+T8602C パキスタン（ブルショー人[11]）、中国（サリコリタジク族[11]）
                - C4d'e+T4742C+C9102A+T8602C+G11176A タジキスタン（パミール人[11]）

            - C4d'e+T4742C+G8152A 中国（ウイグル族[11]）
              - C4d'e+T4742C+G8152A+T16093C 中国（チベット[11]、新疆ウイグル自治区出土の今より約1471年前の人骨1体[BZL_M15][11]）
                - C4d'e+T4742C+G8152A+T16093C+A7106G キルギス[11]

          - C4d'e+A12780G
            - C4d'e+A12780G+C9739T
            - C4d (C4d'e+A12780G+A7100G+A15236G) ベトナム（ホーチミン市キン族[11]）、中国（漢族 0.060%[6]）
              - C4d1 (C4d+T16093C) カザフスタン、トルコ、中国チベット自治区（ニンティ市チベット族・チャムド市チベット族・山南市・ローバ族[11]）
                - C4d1a (C4d1+T16311C!) 中国チベット自治区（チャムド市チベット族[11]）、タイ王国（北タイ人[11]）

          - C4d'e+T8473C
            - C4d'e+T8473C+G13263A! ルーマニア[11]

          - C4e (C4d'e+C151T+A7307G+T15479C) ロシア（ショル人[11]）、中国（新疆ウイグル自治区出土の今より約2553年前の人骨SSG_M25[11]、山西省漢族1人・計0.0046%[6]）
            - C4e1 (C4e+C14392T) ロシア（テレウト[11]）

        - C4g (C4+C8410T) ロシア（マルコヴォ村チュバン人[11]）
        - C4h (C4+C6713T) ロシア（トファ人[11]）
        - C4i (C4+C3192T)
        - C4j (C4+C14004T) ロシア（ロシア人[11]）、ハンガリー（今より約1200年前の人骨1体[11]）
        - C4k (C4+C5138A) 中国（新疆ウイグル自治区出土の今より約3850年前～今より約2221年前の人骨6体[11]）
        - C4l (C4+T3786C)
        - C4m (C4+C12103T) 中国（新疆ウイグル自治区出土の今より4243年前～今より2210年前の人骨10体[11]）、キルギス（今より2076年前の人骨1体[11]）
        - C2a または C4b: シベリアで一般的.
        - C2b または C4a: シベリアで一般的。中国とインドでも低頻度。[17]

      - C5 (C+T16288C+595.1C; 以前はC3とも): シベリアのチュクチ, ユカギール人[5]、中国（漢族 0.360%[6]）
        - C5+T9233C ロシア（ガナサン・トジャ[11]）、中国（バルガ族[11]）
        - C5a (C5+G3591A+C16261T+T16327C!)
          - C5a1 (C5a+C4904T+C8140T) ロシア（ブリヤート[11]）、カザフスタン[11]、モンゴル[11]、中国（内蒙古自治区バルガ族・黒竜江省ダウール族[11]、漢族 0.088%[6]）
            - C5a1a (C5a1+G1211A) ロシア（アルタイ人[11]）
              - C5a1a2 (C5a1a+G14384A) ロシア（ハンティ[11]）
                - C5a1a2a (C5a1a2+TC593T!) ロシア（トジャ[11]）

            - C5a1+G7356A ロシア（ハムニガン[11]）
            - C5a1b (C5a1+T4216C) ロシア（マガダン州エヴェン・カムチャツカ地方コリャーク・ウリチ[11]）
            - C5a1c (C5a1+A9007G) ロシア（ヤクート・ハムニガン[11]）
            - C5a1d (C5a1+T57C) モンゴル[11]、ロシア（ブリヤート[11]）、中国（ブリヤート[11]）
            - C5a1e (C5a1+A9374G) 中国（ウイグル族[11]）
            - C5a1f (C5a1+A5319G) 中国（ウイグル族[11]）
            - C5a1g (C5a1+C345T) 韓国（大田広域市[11]）、中国（シボ族[11]）

          - C5a2 (C5a+T10084C+A11928G+T16093C)
            - C5a2a (C5a2+G1462A) ロシア（ブリヤート・ヤクート[11]）、アゼルバイジャン人[11]
              - C5a2a1 (C5a2a+C16214T) ロシア（ニュクジャ川流域及びイエングラ川流域エヴェンキ[11]）

            - C5a2b (C5a2+T16189C!) ロシア（コリャーク・チュクチ・ユカギール・ネルカン村或いはジグダ村エヴェンキ・カムチャツカ地方エヴェン[11]）
              - C5a2b1 (C5a2b+A8440G) ロシア（コリャーク[11]）
                - C5a2b1a (C5a2b1+A15151G) ロシア（コリャーク・マガダン州エヴェン[11]）
                - C5a2b1b (C5a2b1+A15442G) ロシア（マガダン州コリャーク[11]）

              - C5a2b2 (C5a2b+C14845T) ロシア（ユカギール[11]）
                - C5a2b2a (C5a2b2+C4892T) ロシア（チュクチ・コリャーク[11]）

        - C5b (C5+A1718AG)
          - C5b1 (C5b+C16148T) ロシア（ブリヤート[11]）、中国（漢族 0.051%[6]）
            - C5b1a (C5b1+A3397G+T9233C) グルジア[11]、ロシア（エヴェンキ[11]）
              - C5b1a1 (C5b1a+T1717TA) ロシア（ヤクート・ガナサン・ブリヤート・ハムニガン[11]）、中国（タシュクルガンタジク自治県キルギス族[11]、江蘇省漢族1人・計0.0046%[6]）
                - C5b1a1a (C5b1a1+C8270CACCCCCTCT) ロシア（トファ・ブリヤート[11]）

              - C5b1a2 (C5b1a+A12855G) ハンガリー（今より約950年前の人骨1体[11]）
                - C5b1a2a (C5b1a2+A15848G) ロシア（Irtysh Barabinsk Tatar・アルタイ人[11]）

            - C5b1b (C5b1+T4937C+A14344G+G15734A+A16164G) ロシア（ブリヤート・チェチェン[11]）、ブルガリア（トルコ人[11]）、中国（漢族 0.023%[6]）
              - C5b1b1 (C5b1b+T15055C) ロシア（ヤクート[11]）
                - C5b1b1a (C5b1b1+G7498A) ロシア（ヤクート・エヴェンキ・エヴェン・ベルゴロド州ロシア人[11]）

              - C5b1b2 (C5b1b+T282C) 中国（ウイグル族[11]）

            - C5b1c (C5b1+C4637T) インド（ラダック[11]）
            - C5b1d (C5b1+T16126C+C16192T+C16278T!) ロシア[14]
            - C5b1e (C5b1+T10927C+A15799G) 日本[14]、ロシア[14]

          - C5b3 (C5b+T4705C) ポーランド[11]

        - C5+T16093C 日本（愛知県[11]、中部北陸地方・計0.1%[8]）
          - C5c (C5+T16093C+T10454C+G16518T+C16527T) ロシア（クマンディン・テレウト・チェルカン・Tuba[11]）、イラン（ペルシア人[11]）
            - C5c+C16234T イラン（クルド人[11]）
              - C5c1 (C5c+C16234T+A1670T) ポーランド（ポーランド人[11]）
                - C5c1a (C5c1+C7694T) ポーランド[11]
                  - C5c1a1 (C5c1a+TC593T!) ウクライナ（リヴィウ州[11]）

            - C5c2 (C5c+A8381T) ロシア（テレウト・クマンディン[11]）

        - C5d (C5+A15080G) 中国（漢族 0.074%[6]）
          - C5d1 (C5d+G1415A+A8188G+G16390A) ロシア（チュミカン村エヴェンキ・ Iiy村トジャ[11]）、中国（河北省漢族1人・浙江省漢族1人・計0.009%[6]）
            - C5d1a (C5d1+T593TC) ロシア（エヴェン・エヴェンキ・ユカギール・アルタイ人[11]）、中国（シボ族・赫哲族・黒竜江省ダウール族[11]）
              - C5d1a1 (C5d1a+G3460A) ロシア（トゥヴァ人[11]）
              - C5d1a2 (C5d1a+A14133G) ロシア（ユカギール[11]）

          - C5d2 (C5d+A10682G+G13968A) 中国（内蒙古自治区バルガ族[11]、漢族 0.037%[6]）
            - C5d2a (C5d2+T593TC) ロシア（ハムニガン[11]）
              - C5d2a1 (C5d2a+T14067C!)
                - C5d2a1a (C5d2a1+C8293T) 中国（チャムド市チベット族等[11]）
                - C5d2a1b (C5d2a1+A3837C) イギリス[11]

          - C5d3 (C5d+A11092G) ベトナム（Hmong族[11]）、タイ王国（Hmong族[11]）、中国（貴州省ミャオ族[11]）

      - C7: 中国（漢族 2.331%[6]）、朝鮮 、ベトナム、ラオス、カンボジア、タイ、ミャンマー、インド（アルナーチャル・プラデーシュ州 [17]など）
        - C7a 中国（漢族 1.721%[6]）
          - C7a1 中国（漢族 0.858%[6]）
            - C7a1c 中国（漢族 0.397%[6]）

          - C7a2 中国（漢族 0.374%[6]
            - C7a2a 中国[14]（漢族 0.042%[6]）
            - C7a2b (C7a2+T4062C) 中国[14]（漢族 0.065%[6]）、ベトナム（キン族[11]）
              - C7a2b1 (C7a2b+A12672G) 中国（傣族・貴州省ミャオ族[11]）、ラオス（ルアンパバーン郡ラーオ族[11]）
                - C7a2b1a (C7a2b1+A10086G) タイ王国（北タイ人[11]）
                - C7a2b1b (C7a2b1+G16129A!) ベトナム（パテン族・ヌン族[11]）

              - C7a2b2 (C7a2b+G1503A) 中国（貴州省ミャオ族等[11]）、タイ王国（中部タイ人[11]）、アメリカ合衆国[11]

        - C7b モルドバ[14]、オーストリア[14]、中国[14]（漢族 0.083%[6]、ナシ族[11]、新疆ウイグル自治区出土の今より約2228年前の人骨1体[11]）、ハンガリー[14]、ウクライナ[14]、ロシア（バシコルトスタン[11]）、日本（北海道地方・計0.1%[8]）、イラン（アゼルバイジャン人[11]）、インド（Gallong族[11]）